# St. Louis Public Service Co.
St. Louis Public Service Co. was een vervoersbedrijf in St. Louis in de staat Missouri van de Verenigde Staten.
Zij functioneerde tussen 1939 en 1966 en werd opgevolgd door de Bi-State Development Agency.

## Geschiedenis
St. Louis is een grote zoetwaterhaven, de poort naar het Westen (‘Gateway to the West’) en industriestad. De stad werd in 1803, door de ‘Louisiana Purchase’, onderdeel van de VS. Voor Amerikaanse begrippen is het dan ook een oude stad.
De stad herbergt de oudste Amerikaanse universiteit ten westen van de Mississippi. Het beroemde bierconcern Anheuser-Busch resideert hier, en een van de grootste fabrieken van trein- en trammateriaal ter wereld, de St. Louis Car Company, was er gevestigd.

## Voorlopers
Een van de grootste netwerken van paardentrams werd in St. Louis gebouwd; de eerste lijn werd op 4 juli 1859 geopend.
De paardentram stelde de stad in staat verder te groeien dan loopafstand en verdere groei werd mogelijk door het aanleggen van een netwerk van kabeltrams die vanaf ongeveer 1870 langzaam de paardentram vervingen. Ook hier was vroeg sprake van een van de grootste netwerken in de VS.
Toen in de jaren 1890 de ontwikkeling van de elektrische tram zover gevorderd was dat het mogelijk was grotere netwerken aan te leggen, werden de kabeltrams vervangen door elektrische trams. Dit kwam ook door de technische problemen die er bij kabeltrams kwamen kijken zoals vuil tussen de kabelgoten en problemen bij ingewikkelde oplossingen van kruisende lijnen.
Vele kleine privé bedrijven ontstonden – sommige niet meer dan één lijn groot – en deze werden in 1899 samengevoegd tot de United Railways (of St. Louis). 
Deze maatschappij ging in 1919 failliet, werd weer boven water geholpen en was financieel instabiel voor de 20 jaar daarna.
Vanaf 1923 werden al enkele tramlijnen opgeheven en vervangend door de autobus geëxploiteerd door de zustermaatschappij ‘Peoples Motor Bus Company’. 
Hierop volgde een reorganisatie waarbij de gemeente een groot belang in het stedelijk openbaar vervoer nam. De St. Louis Public Service Co. was geboren.

## DePCC-car
Vanaf 1939 werden een grote reorganisatie en een fors investeringsprogramma ingevoerd dat resulteerde in het verbeteren van het tramnetwerk en de aanschaf van nieuwe trams.
Net als in andere (zeer) grote steden van de VS was de PCC-car dé manier om een grote verbetering in te voeren en dit resulteerde in uiteindelijk 300 van deze moderne wagens. De eerste 100 kwamen in 1940 in bedrijf (gebouwd door St. Louis Car Company), genummerd 1500 – 1599. Dit waren de eerste all-electric PCC-cars met de eigenschap dat er sprake was van elektrische beremming ten opzichte van het toen gebruikelijke remmen met behulp van lucht.
In 1942 volgde er nogmaals 100, genummerd 1600 – 1699, gevolgd door de laatste opdracht van 100 in 1945, genummerd 1700 – 1799.
Alle PCC-cars werden in een aantrekkelijke rood met crème kleur geschilderd.
Aan de negatieve kant werd tussen 1941 en 1951 al meer dan de helft van het tramnetwerk opgeheven (zie kaart) en konden vanaf 1951 de overgebleven acht tramlijnen met PCC-cars werden geëxploiteerd. Al het overige materiaal werd gesloopt.

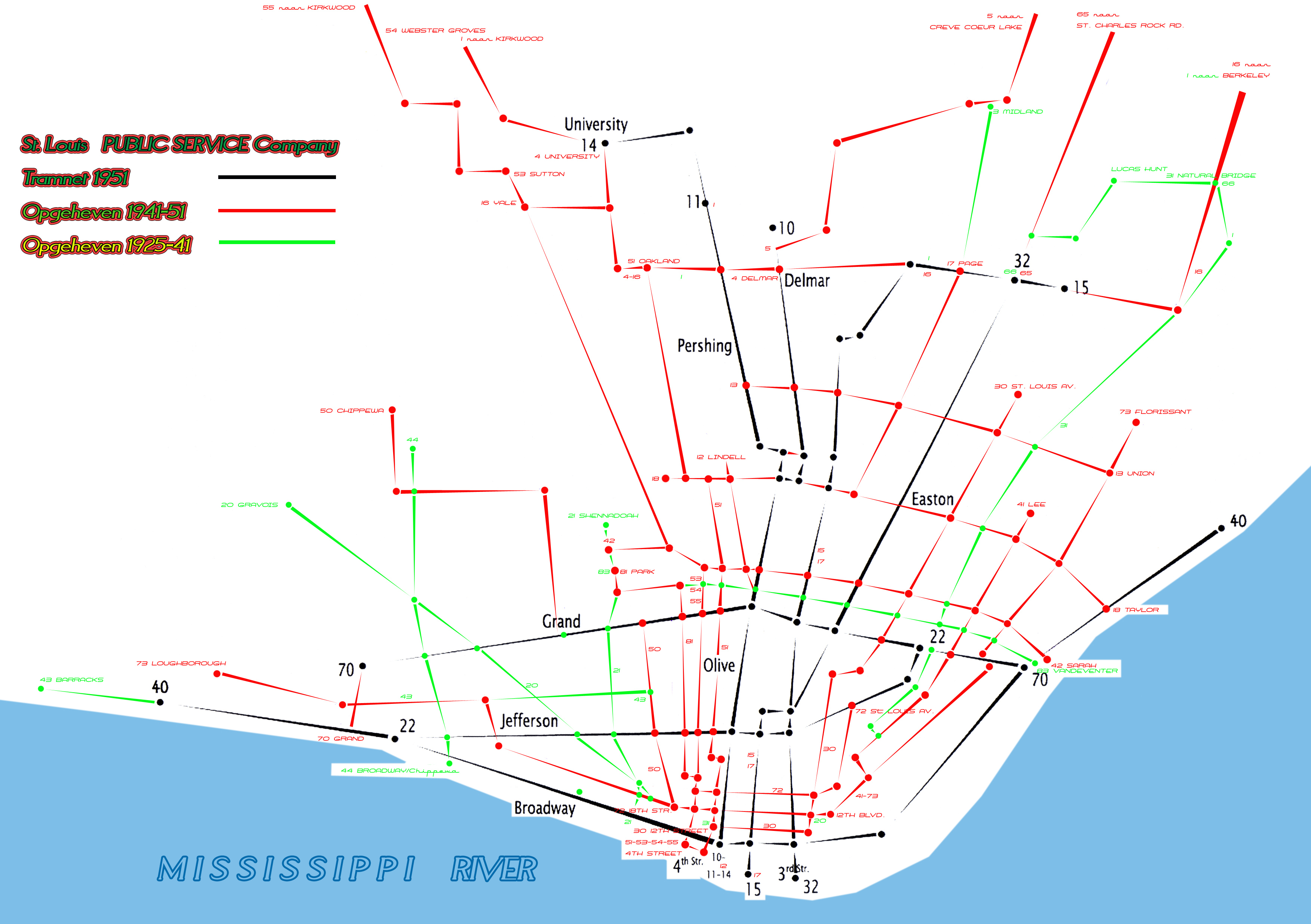
Afbouw tramnetwerk St. Louis 1923–1951

Na 1950 volgde er in St. Louis – net als in vele andere Amerikaanse steden van betekenis – een uitholling van de stedelijke structuur omdat mensen en winkelcentra zich in de voorsteden (de ‘suburbs’ of ‘burbs’) gingen vestigen. Investeringen om de tramnetten uit te breiden konden niet worden gedaan en de autobus nam het heft in handen. Het inwonersaantal van de stad nam met 40% af.
De enorme expansie van het aanleggen van autosnelwegen rond de steden deed de rest in de afbraak van het tramnetwerk. Veelal werden lijnen letterlijk onderbroken en volgde na de oplevering van de wegen geen herstel van de eerdere verbindingen. Eenzelfde lot waren jaren later ook de grote spoorwegemplacementen en –stations beschoren.
Op 21 mei 1966 was het met de tram in St. Louis gedaan. Ook de St. Louis Public Service Co. ging op in de Bi-State Develpoment Agency.

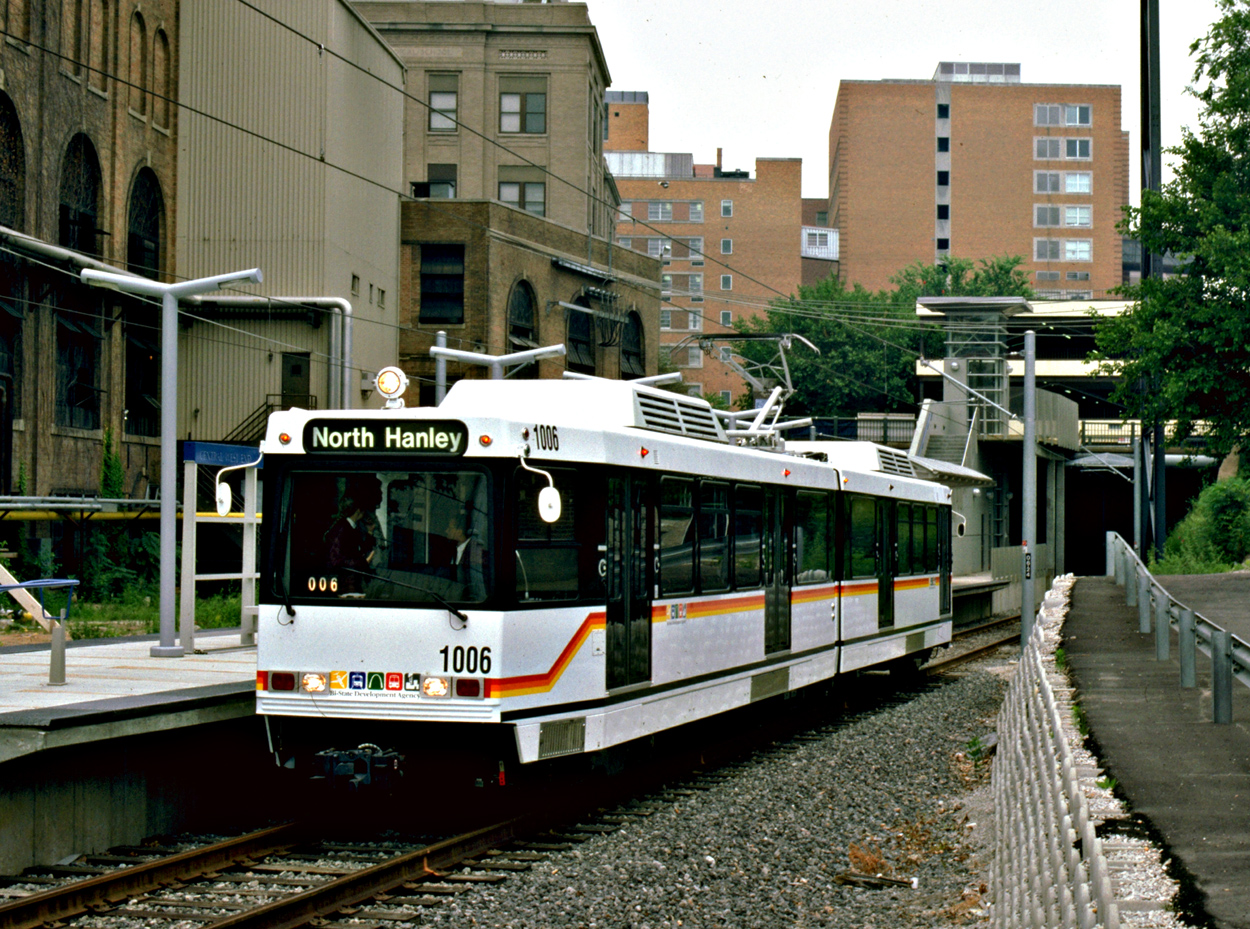
MetroLink sneltram

### MetroLink
In de jaren 1990 volgde echter een opleving. De nieuwe maatschappij bouwde een light raillijn die uiteindelijk tussen het internationale vliegveld (Lambert), St. Louis Downtown, East St. Louis, Belleville en Scott Air Force Base, Illinois, ging rijden. Het netwerk -Metrolink geheten- is een groot succes en volgt globaal voor een deel de route van de laatste opgeheven tramlijn in St. Louis: lijn 15.
Een aftakking van het Forest Park via Manchester naar het zuiden van de stad is in aanbouw.

## Lijnnummersystematiek
In St. Louis bestond bij de nummering van de tramlijnen geen uitgedokterde systematiek. In de loop van de tijd ontstonden zo’n 40 tramlijnen. De bedoeling was de tramlijnen die van noord naar zuid liepen met nummers in tientallen uit te rusten; dit is bij een aantal lijnen werkelijk uitgevoerd: lijn 70 – GRAND, lijn 40 – BROADWAY en lijn 20 – GRAVOIS (gedeeltelijk).